# Асмаєв Віктор Карпович
Асмаєв Віктор Карпович (16 листопада 1947 — 12 жовтня 2002) — російський вершник.
Олімпійський чемпіон 1980 року в командному конкурі.